# Empidonax flaviventris
Empidonax flaviventris е вид птица от семейство Tyrannidae.

## Разпространение
Видът е разпространен в Белиз, Гватемала, Канада, Коста Рика, Мексико, Никарагуа, Панама, Салвадор, Сен Пиер и Микелон, САЩ и Хондурас.